# Mochamps
Mochamps est un hameau belge de la commune de Tenneville situé en Région wallonne dans la province de Luxembourg.
Il est situé à l'ouest de la commune. Il comprend un total de sept maisons, qui ne sont pas habitées en permanence. Il s'agit plutôt de résidences secondaires. Il n'y a pas de distribution d'eau et d'électricité mais le hameau dispose tout de même d'une boîte postale.
La Wamme prend sa source à proximité du village.